# Bacia do rio Paraíba do Sul
A bacia do rio Paraíba do Sul está situada no sudeste do Brasil. Tem uma área total de 55400 km². Inclui territórios dos estados de São Paulo (13500 km²), Rio de Janeiro (21000 km²) e Minas Gerais (20900 km²), caracterizando-se por ocupar um bioma marcado pela Mata Atlântica. Está inserida na região hidrográfica do Atlântico Sudeste.

## Principais municípios situados na bacia hidrográfica do Paraíba do Sul

### Em São Paulo

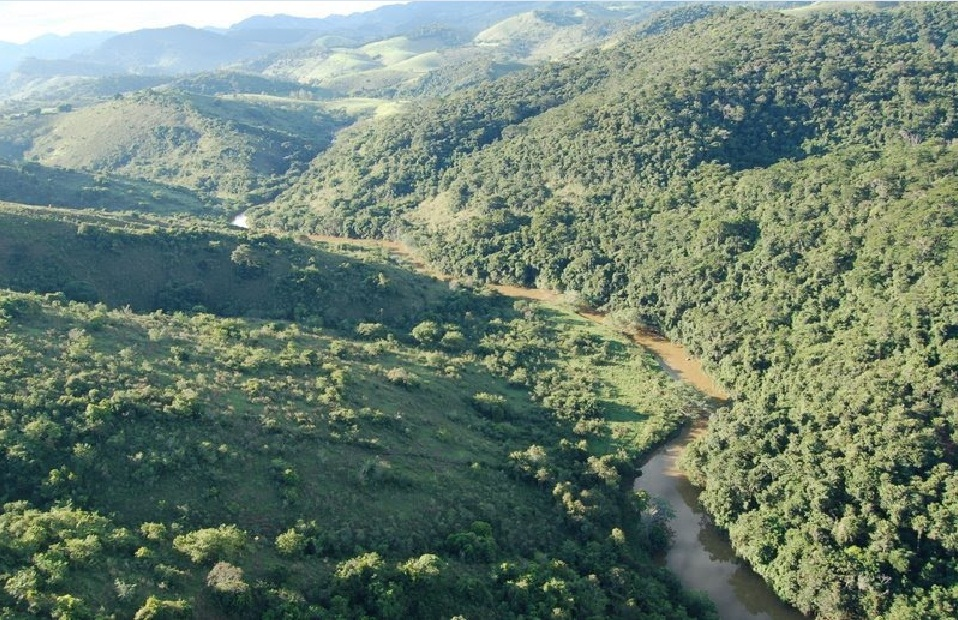
Rio Carangola

- Potim
- Cunha
- Cruzeiro
- Santa Isabel (São Paulo)
- Guaratinguetá
- Jacareí
- Lorena
- Natividade da Serra
- Paraibuna
- Pindamonhangaba
- Redenção da Serra
- Santa Branca
- São José dos Campos
- Caçapava
- Taubaté
- Aparecida
- Cachoeira Paulista
- Queluz
- Lavrinhas
- Guararema

### Em Minas Gerais
- Além Paraíba
- Aracitaba
- Carangola
- Cataguases
- Juiz de Fora
- Leopoldina
- Muriaé
- Pirapetinga
- Ubá

### No Rio de Janeiro
- Barra do Piraí
- Barra Mansa
- Campos dos Goytacazes
- Cantagalo
- Carmo
- Itaocara
- Itaperuna
- Itatiaia
- Nova Friburgo
- Paraíba do Sul
- Petrópolis
- Pinheiral
- Porto Real
- Quatis
- Resende
- Santo Antônio de Pádua
- Sapucaia
- São Fidélis
- São Francisco de Itabapoana
- São João da Barra (onde se localiza a foz do rio Paraíba do Sul, na praia de Atafona)
- Teresópolis
- Três Rios
- Valença
- Vassouras
- Volta Redonda

## Trecho paulista da bacia do Paraíba do Sul
(Conforme: Decreto nº 10.755, de 22 de novembro de 1977 - Governo do Estado de São Paulo)
1.7 - Da Bacia do Rio Paraíba:
a) Córrego da Tabuleta e todos os seus afluentes até a confluência com o Ribeirão Benfica, no Município de Piquete;

b) Ribeirão da Água Limpa e todos os seus afluentes até a confluência com o Ribeirão da Saudade, inclusive, no Município de Cruzeiro;

c) Ribeirão Benfica e todos os seus afluentes até a confluência com o Córrego da Tabuleta, no Município de Piquete;

d) Ribeirão dos Buenos ou dos Moreiras e todos os seus afluentes até a confluência com o Ribeirão dos Guarulhos, no Município de Pindamonhangaba;

e) Ribeirão Grande e todos os seus afluentes até a confluência com o Córrego do Cachoeirão, no Município de Pindamonhangaba;

f) Ribeirão da Limeira e todos os seus afluentes até a confluência com o Ribeirão do Ronco, na divisa dos Municípios de Piquete e Lorena;

g) Ribeirão dos Lopes e todos os seus afluentes da margem esquerda até a confluência com o Córrego do Goiabal, inclusive, no Município de Cruzeiro;

h) Ribeirão do Ronco e todos os seus afluentes até a confluência com o Ribeirão da Limeira, na divisa dos Municípios de Piquete e Lorena;

i) Ribeirão do Sertão e todos os seus afluentes até a cota 760, no Município de Piquete;

j) Ribeirão do Taquaral ou do Peixe e todos os seus afluentes até a con-fluência com o Rio Guaratinguetá, no Município de Guaratinguetá;

I) Rio Buquira ou Ferrão e todos os seus afluentes até o Córrego do Bengala, inclusive, no Município de São José dos Campos;

m) Rio Claro e todos os seus afluentes até a confluência com o Córrego Curape, inclusive, na divisa dos Municípios de Lavrinhas e Queluz;

n) Rio das Cruzes e todos os seus afluentes até a confluência com o Córrego da Cascata, inclusive, no Município de Queluz;

o) Rio Entupido e todos os seus afluentes até a confluência com o Córrego Bela Aurora, inclusive, no Município de Queluz;

p) Rio Guaratinguetá e todos os seus afluentes até a confluência com o Ribeirão do Taquaral ou do Peixe, no Município de Guaratinguetá;

q) Rio Jacú e todos os seus afluentes até a confluência com o Ribeirão do Braço, inclusive, no Município de Lavrinhas;

r) Rio Jaguari e todos os seus afluentes, exceto o Ribeirão Araquara, até a sua barragem, no Município de Igaratá;

s) Rio Paraíba, inclusive seus formadores Paraitinga e Paraibuna, e todos os seus respectivos afluentes, até a barragem de Santa Branca, no Município de Santa Branca;

t) Rio Piagüi e todos os seus afluentes da margem direita até a confluência com o Córrego Caracol, inclusive, no Município de Guaratinguetá;

u) todos os afluentes da margem esquerda do Rio Piagui até a confluência com o Rio Batista, inclusive, no Município de Guaratinguetá;

v) todos os afluentes da margem esquerda do Rio Piquete até a confluência com o Ribeirão Passa Vinte, na divisa dos Municípios de Cachoeira Paulista e Cruzeiro;

x) Rio Piracuama e todos os seus afluentes até a confluência com o Ribeirão do Machado, no Município de Tremembé.